# Theodor Siebs
Theodor Siebs (* 26. August 1862 in Bremen; † 28. Mai 1941 in Breslau) war ein deutscher Germanist. Er ist vor allem durch seine Arbeiten zur Standardaussprache des Deutschen und zur friesischen Sprache und Literatur bekannt.

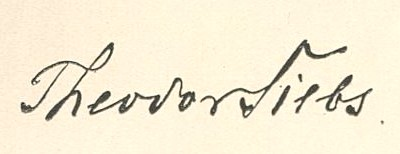

## Leben
Theodor Siebs studierte Philologie an den Universitäten Tübingen und Leipzig, wo er 1885 promoviert wurde. Während seines Studiums wurde er 1881 Mitglied der Burschenschaft Germania Tübingen.
1888 habilitierte er sich an der Universität Breslau. Dort lehrte er als Privatdozent, 1890 wechselte er an die Universität Greifswald. 1894 wurde er außerordentlicher Professor für deutsche Sprache und Literatur an der Universität Breslau, 1902 ordentlicher Professor. 1908 ernannte ihn der Akademisch-Neuphilologische Verein Breslau im WKV zum Ehrenmitglied. 1903 bis 1922 leitete er das dortige Akademische Institut für Kirchenmusik, 1929 bis 1941 die Abteilung für Mundartforschung. Er wurde 1929 emeritiert, lehrte aber noch einige Jahre weiter. Von 1902 bis 1939 war er Vorsitzender der Schlesischen Gesellschaft für Volkskunde.
Siebs erarbeitete mit einer von ihm geleiteten Kommission aus Sprachwissenschaftlern und Vertretern einiger deutscher Theaterbühnen das erste Aussprachewörterbuch für die deutsche Sprache, die Deutsche Bühnenaussprache, auch als „der Siebs“ bekannt. Das 1898 erstmals erschienene Werk war lange Zeit maßgebend für die Regelung der Aussprache des Deutschen. Daneben gilt Siebs als Begründer der modernen Frisistik.

## Werke
- 1886: Die Assibilirung des K und G. Ein Beitrag zur Geschichte des Palatalismus der indogermanischen Sprachen. Tübingen.
- 1888: Zur Geschichte der englisch-friesischen Sprache (Habilitationsschrift). Halle a/S.
- 1889: Zur Geschichte der englisch-friesischen Sprache. I. Halle a/S.
- 1891/1892: Beiträge zur deutschen Mythologie. Zeitschr. f. d. Philol. XXIV.
- 1893: Das Saterland. Ein Beitrag zur deutschen Volkskunde. In: Zeitschr. d. Vereins f. Volkskunde III.
- 1894: Sprachwissenschaftliche Beiträge. In: Ph. Heck: Die altfries. Gerichtsverfassung. Weimar.
- 1895: Westfriesische Studien. Abhandl. d. Kgl. Preusz. Akad. d. Wiss. (Anhang).
- 1896: Flurnamen [des Saterlandes]. Breslau (= German. Abhandl. XII, S. 165–194).
- 1897: Die Sesenheimer Lieder von Goethe und Lenz. Preusz. Jahrb. 88.
- 1898: Sylter Lustspiele. Mit Übersetzung, Erläuterungen und Wörterbuch. Greifswald.
- 1898: Zu den labialisierten Gutturalen. Beitr. z. Gesch. d. deutschen Spr. u. Lit. XXIII.
- 1898: Deutsche Bühnenaussprache. Berlin/Köln/Leipzig. 15. Aufl.
- 1901: Anlautstudien. In: Zeitschr. f. vergleich. Sprachforschung. XVII (vgl. XXXVIII).
- 1901: Geschichte der friesischen Sprache. In: Hermann Paul (Hrsg.): Grundriss der germanischen Philologie. I. Band. 2. Aufl., Straßburg, S. 1152–1464.
- 1902: Geschichte der friesischen Literatur. In: Paul’s Grundriss d. germ. Phil. II. 2. Aufl.
- 1902: Die Entwicklung der germanischen Wissenschaft im letzten Viertel des neunzehnten Jahrhunderts. Festschr. d. Gesellsch. f. deutsche Philol. Leipzig.
- 1907: Sprachwissenschaftliche Beiträge. In: Ph. Heck: Die friesischen Standesverhältnisse in nachfränkischer Zeit. Tübingen.
- 1907: Wie sollen wir die schlesischen Mundarten schreiben? Mitt. d. Schles. Gesellsch. f. Volksk. XVII.
- 1909: Der Gott Fosete und sein Land. Beitr. z. Gesch. d. deutschen Spr. u. Lit. 35.
- 1909: Helgoland und seine Sprache. Beitr. z. Volks- und Sprachkunde. Cuxhaven u. Helgoland.
- 1910: Ältere Helgolander Gedichte. Mitt. d. Schles. Gesellsch. f. Volksk. XII.
- 1910: Wídsíd. Festschrift für Viëtor. Marburg.
- 1910: Die sogen. subjektlosen Sätze. Zeitschr. f. vergleich. Sprachf. N.F. 43.
- 1911: Zur Geschichte der germanistischen Studien in Breslau. Zeitschr. f. deutsche Philol. XLIII.
- 1911: Sylter Lieder. Worte und Weisen. In: Zeitschr. d. Vereins f. Volksk. 21.
- 1913: Helgoland. In: Des Deutschen Vaterland. Stuttgart.
- 1913: Schlesische Volkskunde. In: Schlesische Landeskunde. Hg. von Frech u. Kampers, II. Leipzig.
- 1914: Felix Dahn und Josef Scheffel. Breslau.
- 1915: Hermann Allmers. Sein Leben und Dichten. Berlin.
- 1916: Lautstand und Schreibung der schlesischen Mundarten. In: Mitt. d. Schles. Gesellsch. f. Volksk. XVII.
- 1920: Geschichte der deutschen Literatur bis zur Mitte des 11. Jahrhunderts. mit Wolf v. Unwerth. In: Grundr. d. deutsch. Literaturgesch. I. Berlin/Leipzig.
- 1923: Vom aussterbenden Friesisch der Insel Wangeroog. In: Zeitschr. f. Deutsche Mundarten. XVIII. Berl.
- 1924: Neues zur germanischen Mythologie. In: Mitt. d. Schles. Gesellsch. f. Volksk. XXV.
- 1925/1926: Friesische Literatur. In: Merker-Stammler, Reallexikon I.
- 1926: Zur Geschichte der deutschen Hochsprache. Festschr. für Max Koch. Breslau.
- 1931: Die Friesen und ihre Sprache. In: Die Friesen. Hg. v. Borchling u. Muuss. Leipzig.
- 1931: Die Friesen und die nächstverwandten Stämme. In: Mitteil. d. Schles. Gesellsch. f. Volksk. XXXI/II.
- 1932: Die altsächsische Genesis. Rhythm. hochd. Übersetzung. In: Zeitschr. f. systemat. Theol.
- 1934: Zur friesischen Volkskunde des Saterlandes. In: Volkskundliche Gaben. John Meier zum siebzigsten Geburtstage dargebracht. de Gruyter, Berlin, S. 199–222.

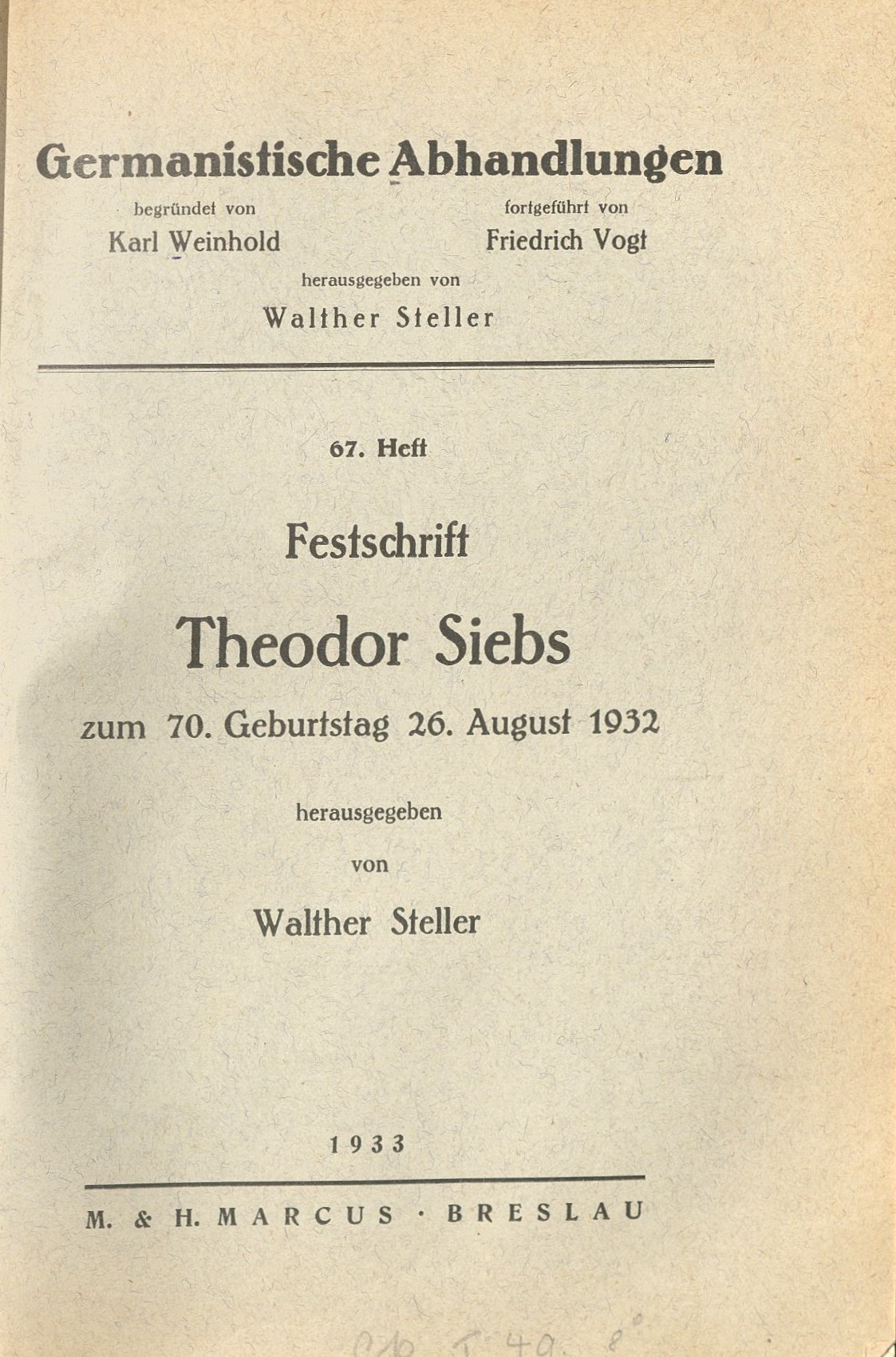
Festschrift (1932)